# Шоимуш (Бистрица-Насауд)
Шоимуш (рум. Șoimuș) насеље је у Румунији у округу Бистрица-Насауд у општини Шиеу. Oпштина се налази на надморској висини од 517 m.

## Становништво
Према подацима из 2002. године у насељу је живело 183 становника, од којих су сви румунске националности.